# Trópus (zene)
A trópus (latinosan tropus) az ősi gregorián ének kiegészítése, díszítése. A trópusok a VIII–XV. század között készültek. A tridenti zsinat megtiltotta, a II. vatikáni zsinat újra engedélyezte használatukat.
Három fajtájuk van:
1. a hosszú melizmák hangjaira írt szillabikus szövegkiegészítések. Más szóval: az addig egy (néhány) szótagra énekelt dallamhoz a dallam hangjaival azonos szótagszámú szöveget írnak. Nincs új zenei anyag. Példa: Adventi kyrie.
2. egy tétel elé írt bevezető (új szöveg, új dallam, pl. a kezdőének előtt)
3. egy tétel szakaszait egymástól elválasztó magyarázó, kommentáló trópus (több új szöveg- és dallamelem)